# Paul Van De Vijver
Paul Van De Vijver (Moerbeke-Waas, 29 augustus 1941) is een Belgisch voormalig professioneel wielrenner. 
Hij is de vader van oud-wielrenster Heidi Van De Vijver en de oom van oud-wielrenner Frank Van De Vijver

## Belangrijkste overwinningen
1966
- 2e etappe Tour du Nord

## Resultaten in voornaamste wedstrijden
| Jaar | Milaan-San Remo | Amstel Gold Race | Luik-Bast.‑Luik |
| ---- | --------------- | ---------------- | --------------- |
| 1967 | 86e             | 46e              | 22e             |